# Tytthotyle maculata
Tytthotyle maculata is een rechtvleugelig insect uit de familie Romaleidae. De wetenschappelijke naam van deze soort is voor het eerst geldig gepubliceerd in 1889 door Bruner.